# Децентрализирано генериране на енергия
Децентрализираното генериране на енергия е нова насока в производството на топлина и електричество. Концепцията за Децентрализирани Енергийни Източници позволява на „потребителите“, които генерират топлина и електричество, за свои собствени нужди, (например чрез водородна станция и микрогенератор) да изпращат излишната елекроенергия към електропреносната мрежа процес познат като нетно отчитане или да споделят излишната топлинна енергия с местната топлопреносна мрежа. Системите за децентрализирано генериране на енергия чрез когенерация могат да бъдат много ефективни като уползотворяват до 90% от потенциалната енергия на горивата, които използват. Чрез когенерация могат да се спестят много средства и горива. Приблизителните оценки са, че когенерацията има потенциал да намали използването на енергия в САЩ с до 40%. Клъстер или по-скоро Кластър от инсталации за Децентрализирано генериране на енергия се разглежда като Virtual power plant.

## Генериране
Много предприятия, офиси и най-вече болници се нуждаят от особено надеждни източници на електричество и топлинна енергия за климатици и топла вода. За да се подсигурят, и за да намалят разходите си, някои са инсталирали системи за когенерация или цели електростанции, които често, за генериране на електричество използват отпадъци от дървообработващата промишленост или излишната топлина от индустриалните процеси.
В някои случаи електричество се генерира от доставяни на място природен газ или дизелово гориво като остатъчната термална енергия също се използва за осигуряване на топла вода и отопление. Когато индустриалните процеси се нуждаят от голямо количество топлинна енергия, често икономически е по-изгодно наличието на когенерация като топлинна енергия се получава не от електричество, а от изгаряне на фосилни горива или биомаса.
Предвижда се, че системата за когенерация инсталирана в Saddleback Community College в Сан Диего ще спести 11,2 милиона щатски долара през следващите 15 години.

## Регулаторни и технологически проблеми
До скоро, по регулаторни и технологически причини произведената на местно ниво електрическа енергия не можеше лесно да бъде включена към електропреносната мрежа. Електрическите компании трябва да имат възможност да изолират части от мрежата; когато има повреда в даден участък работниците трябва да са сигурни, че токът е изключен преди да започнат работа по отстраняването и. Много усилия са насочени към поддържане качеството на тока. Инсталациите за децентрализирано генериране на енергия правят контролът по-труден.
С напредването на технологиите стана безопасно и изгодно да се инсталират дори домашни системи за когенерация. Тези инсталации произвеждат по места топла вода, топлина и електричество, като продават излишното електричество на електрическите компании. Напредъкът на технологиите премахна проблемите с безопасността и качеството. Регулаторните органи могат да налагат премахване на препятствията пред поемане на увеличаващия се дял на децентрализирано генериране на енергия, като осигуряват на централизираното и децентрализирано генериране на енергия условия за „бизнес при равни условия“.
Децентрализираното генериране на енергия не се отнася само до фосилните горива. Някои страни и региони използват вече значително количество енергия от възобновяеми енергийни източници като вятърни турбини и изгаряне на биомаса, паралелно или автономно свързани към електропреносната мрежа. Увеличаващите се точки за децентрализирано генериране на енергия изискват по-прецизно, от технологическа гледна точка, отношение към преноса и разпространението на електроенергия. Налага се „активно“ опериране при дистрибуцията на електроенергия, за разлика от „пасивното“, каквото е в момента.